# アンデキサネット アルファ
アンデキサネット アルファ（Andexanet alfa、開発コードPRT064445またはPRT4445）は、抗凝固薬である第Xa因子阻害剤（リバーロキサバン、アピキサバン、エドキサバン等）を解毒するために開発されている治験薬である。

## 作用機序
アンデキサネット アルファは生物医薬品であり、ヒトの第Xa因子を基に分子設計されている。第Xa因子阻害剤との親和性が第Xa因子より高く、第Xa因子阻害剤に競合して優先的に結合する。また第Xa因子としての活性を持たないように設計されており、機能は第Xa因子阻害剤の捕捉に特化している。アンデキサネット アルファは第IIa因子阻害剤（ダビガトラン）には有効でないと思われる。ヒトへの抗原性は、2015年2月現在知られていない。

## 臨床試験
ラットを用いた実験では、アンデキサネット アルファはエノキサパリンやフォンダパリヌクスによる抗凝固効果を打ち消して失血量を減少させることが確かめられた。小規模な第I相臨床試験でヒトでの安全性と忍容性が確認され、続いて第II相臨床試験が実施された。第II相臨床試験では27人の健康なボランティアにアピキサバンを投与し、その後4群に無作為化して生理食塩水またはアンデキサネット アルファを90mg、210mg、420mg投与した。420mg投与群ではアピキサバンの効果を2分間で95%打ち消す事ができた。
2015年2月現在、アピキサバンに対する解毒作用を検証するANNEXA-A試験とリバーロキサバンに対する解毒作用を検証するANNEXA-R試験の2本の第III相臨床試験が実施されている。